# Carex trifida
Carex trifida är en halvgräsart som beskrevs av Antonio José Cavanilles. Carex trifida ingår i släktet starrar, och familjen halvgräs. Inga underarter finns listade i Catalogue of Life.